# 伍德蘭 (緬因州阿魯斯圖克縣)
伍德蘭（英語：Woodland）是一個位於美國緬因州阿魯斯圖克縣的市鎮。

## 人口
根據2020年美國人口普查的數據，伍德蘭的面積為91.30平方千米，當中陸地面積為91.30平方千米，而水域面積為0.00平方千米。當地共有人口1217人，而人口密度為每平方千米13人。